# Cercus

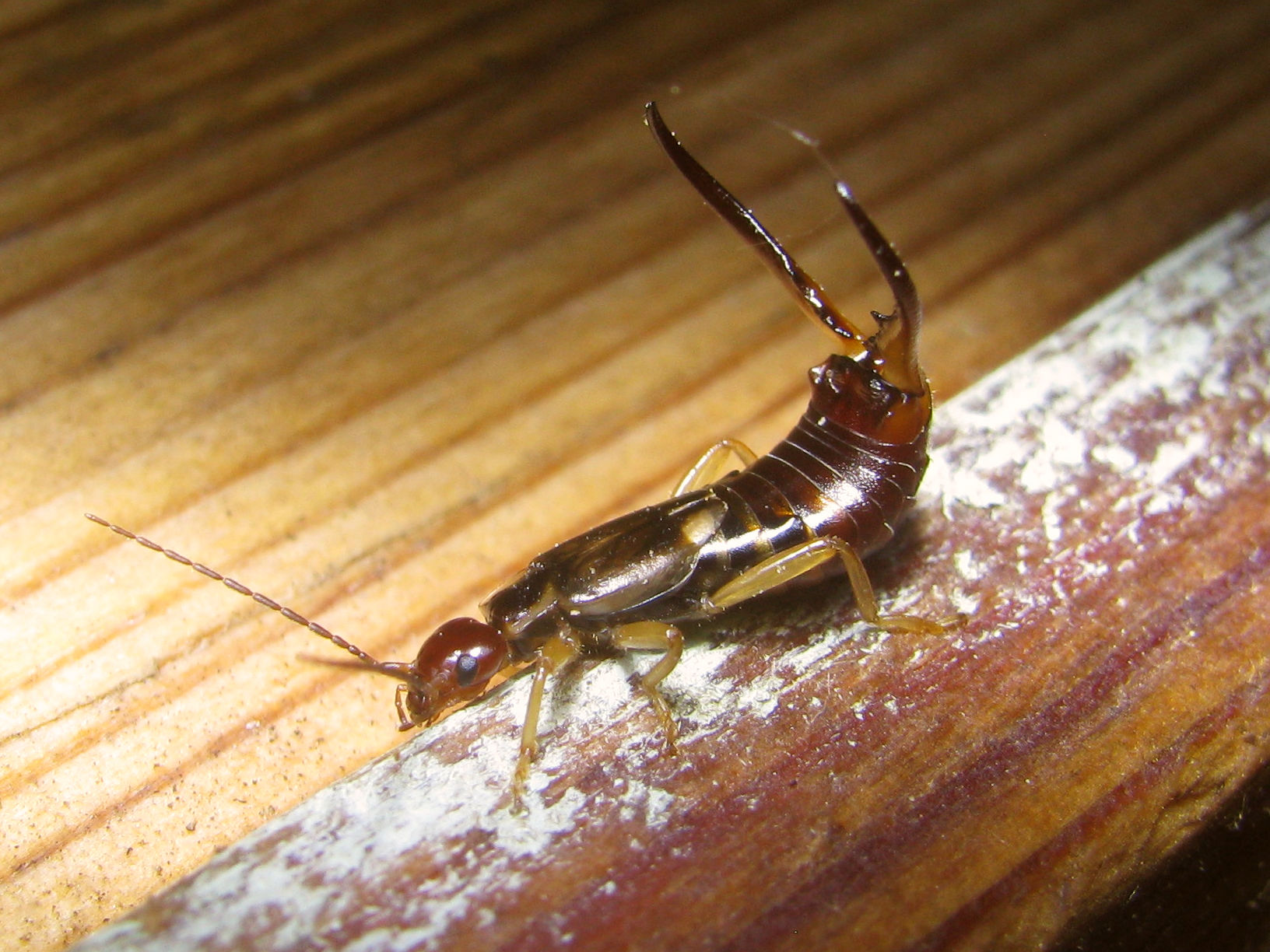
Bij de defensieve houding van de oorworm worden de cerci omhoog gekromd.

Cerci (enkelvoud: cercus, van Grieks: κέρκος, kérkos=staart of roede) zijn gepaarde uitsteeksels aan het achterlijf van vele insectenorden, zoals kakkerlakken en de tangen van oorwormen. Soms hebben ze een rol bij de paring, of als wapens, of bevatten ze zintuigen. In andere gevallen is de functie onbekend en wordt aangenomen dat het rudimentaire orgaantjes zijn.
De cerci zijn meestal symmetrisch, hoewel er insectenorden zijn als webspinners (Embioptera) waarvan de mannetjes asymmetrische cerci hebben die bij de paring worden gebruikt.
Bij orden als de steenvliegen (Plecoptera) is er voor de doorbloeding van de cerci een apart hulphart die bestaat uit de paraprocten.
Cerci moeten niet worden verward met het epiproct, noch met de angel of legboor, al deze uitsteeksels zitten in de mediaanlijn. Ook moeten ze niet verward worden met sifons zoals die bij bladluizen voorkomen.